# Cesare Alessandri
Cesare Alessandri (Firenze, 13 febbraio 1869 – Roma, 10 maggio 1929) è stato un politico, giornalista e sindacalista italiano.

## Biografia
Operaio, ebbe fin da giovane incarichi di rilievo nel Partito Socialista Italiano ed entrò nella Direzione nazionale dopo il Congresso di Roma del 1900. Diresse il giornale L'Avanguardia socialista di Roma (8 giugno - 24 agosto 1902) su posizioni di socialismo rivoluzionario. Fu candidato alle elezioni politiche del 1904, ma non venne eletto. Diresse la Camera del Lavoro di Brindisi e poi quella di Venezia. Prima della guerra mondiale si trasferì in Francia, dove operò come corrispondente dell'Avanti!. Rientrato in Italia nel 1919, venne eletto alla Camera come capolista del PSI nella circoscrizione di Venezia. Al Congresso di Livorno del 1921 sottoscrisse la mozione unitaria con Baratono e Serrati, mentre al successivo Congresso di Milano fu il primo firmatario di una mozione centrista che mediava tra le correnti estreme del partito. 
Nel 1922 divenne un sostenitore del socialista riformista Filippo Turati.
Quindi divenne filofascista, pagato nel 1923 dal Viminale probabilmente all'insaputa degli altri dirigenti del suo gruppo.
Insieme con l'on. Umberto Bianchi, anch'egli ex socialista, si adoperò per la formazione di un nuovo gruppo politico fiancheggiatore dei fascisti, che venne chiamato dei "Girondini" dal nome del settimanale La Gironda che ne fu il portavoce.
Nel 1927 fondò, con la moglie Gina Giannini, la Rivista dell'Assistenza dedicata alle problematiche familiari e sostenne le posizioni fasciste in fatto di famiglia e demografia, tanto che la moglie propose una "Carta della Maternità" tipica delle politiche dittatoriali del Ventennio.
Morì nel 1929 a Roma.